# Device Filesystem
Device Filesystem (devfs) – wirtualny system plików stworzony dla Linuksa, zajmujący się tzw. plikami urządzeń znajdującymi się – jak w każdym Uniksie – w katalogu /dev.
Głównym powodem wprowadzenia devfs było ograniczenie liczby urządzeń w poprzednich wersjach jądra, a także uporządkowanie spraw związanych z nazewnictwem, położeniem itd.
Devfs umożliwia dynamiczne tworzenie plików urządzeń – plik jest tworzony wtedy, kiedy moduł je obsługujący sobie tego zażyczy. Oprócz tego autor kodu może ustalić z góry uprawnienia i nazwę dla pliku swego urządzenia. Dodatkowym plusem jest pogrupowanie plików w podkatalogach /dev oraz tworzenie symbolicznych linków, aczkolwiek tym dokładnie zajmuje się Devfsd.
Devfs jest używany od jąder 2.4 i nowszych, ale istnieją backporty dla linii 2.2. Devfs od jąder serii 2.6 został oznaczony jako przestarzały, zastąpił go udev.